# Fitch Ratings
Fitch Ratings är ett amerikanskt kreditvärderingsinstitut.
Fitch Ratings är det tredje största av de stora amerikanska kreditvärderingsinstituten, efter S&P Global Ratings och Moody's, och täcker en mer begränsad andel av marknaden än de övriga två.

## Historik
Företaget grundades som Fitch Publishing Company av John Knowles Fitch 24 december 1914 i New York. 1989 köptes företaget av en grupp investerare som inkluderade Robert Van Kampen. 1997 köptes Fitch av franska FIMALAC och slogs ihop med IBCA Limited, ett London-baserat dotterbolag till FIMALAC.
Hearst Communications köpte en första andel i Fitch 2006, blev 2014 ägare av 80 procent av företaget och blev i april 2018 ägare till 100 procent.